# Rioumau
Der Rioumau ist ein Fluss in Frankreich, der hauptsächlich in der Region Auvergne-Rhône-Alpes verläuft, aber auch die Region Okzitanien berührt. Er entspringt in der Landschaft Aubrac, an der Gemeindegrenze von Curières und Saint-Urcize, entwässert durch den Regionalen Naturpark Aubrac anfangs in nordwestlicher Richtung, dreht dann auf Nordost bis Ost und mündet nach rund 21 Kilometern an der Gemeindegrenze von Saint-Urcize und Grandvals als linker Nebenfluss in den Bès. Der Quellbach des Rioumau verläuft an der Grenze zwischen den Départements Aveyron und Cantal, in seinem Mündungsabschnitt bildet er die Grenze zwischen den Départements Cantal und Lozère und ist sowohl hier, als auch an seiner Quelle die Grenze zwischen den Regionen Auvergne-Rhône-Alpes und Okzitanien.

## Orte am Fluss
(Reihenfolge in Fließrichtung)
- Gindarmou, Gemeinde Saint-Urcize
- Le Clau, Gemeinde Saint-Urcize
- Pennavayre, Gemeinde Saint-Urcize